# Йоахім Франце
Йоахім Франце (нім. Joachim Franze; 19 січня 1918, Лейпциг — 19 березня 1984) — німецький офіцер-підводник, капітан-лейтенант крігсмаріне. Кавалер Німецького хреста в золоті.

## Біографія
1 квітня 1937 року вступив на флот. З серпня 1939 року — офіцер роти 10-го корабельного гарматного дивізіону. З січня 1940 року — командир роти 10-го запасного дивізіону морської артилерії. З грудня 1940 року — командир батареї 286-го дивізіону морської артилерії. З липня 1941 року — командир роти дивізіону есмінців і торпедних катерів. З вересня 1941 по травень 1942 року пройшов курс підводника. З травня 1942 року — 1-й вахтовий офіцер на підводному човні U-575.  В листопаді-грудні пройшов курс командира човна. З 16 січня 1943 року — командир U-278, на якому здійснив 7 походів (разом 245 днів у морі) і потопив 2 кораблі загальною водотоннажністю 8987 тонн.
| Дата          | Назва корабля   | Тип               | Тоннаж | Вантаж | Екіпаж | Загинули | Країна             | Конвой |
| ------------- | --------------- | ----------------- | ------ | --- | ------ | -------- | ------------------ | ------ |
| 25 січня 1944 | Penelope Barker | Торговий пароплав | 7,177  | 8000 тонн сталі, транспортних засобів, літаків, танків, продуктів харчування і 4 локомотиви, 4 вагони-платформи та ємність для кислоти | 72     | 16       | США                | JW-56A |
| 30 січня 1944 | HMS Hardy (R08) | Есмінець          | 1,810  | | ?      | 48       | Британська імперія | JW-56B |

9 травня 1945 року капітулював у Нарвіку. 12 травня здійснив перехід з Нарвіка в Скйомен, а  з 15 по 19 травня — в Лох-Еріболл.

## Звання
- Кандидат в офіцери (1 квітня 1937)
- Морський кадет (21 вересня 1937)
- Фенріх-цур-зее (1 травня 1938)
- Оберфенріх-цур-зее (1 липня 1939)
- Лейтенант-цур-зее (1 серпня 1939)
- Оберлейтенант-цур-зее (1 вересня 1941)
- Капітан-лейтенант (1 квітня 1944)

## Нагороди
- Хрест Воєнних заслуг 2-го класу з мечами (29 січня 1941)
- Залізний хрест
  - 2-го класу (9 серпня 1942)
  - 1-го класу
- Нагрудний знак підводника
- Фронтова планка підводника в сріблі
- Німецький хрест в золоті (6 лютого 1945)